# Wilhelm Hagemann (Medienpädagoge)
Wilhelm (auch „Willi“) Hagemann (* 13. Februar 1939 in Vörden) ist ein deutscher emeritierter Hochschullehrer für Medienpädagogik in Paderborn.

## Leben und Wirken
Wilhelm Hagemann wurde 1939 in Marienmünster-Vörden (Ost-Westfalen) geboren. Er besuchte die örtliche Volksschule und erlernte den Beruf des Heizungs- und Lüftungsbauers. Auf dem Zweiten Bildungsweg erwarb er 1962 in Köln das Abitur. Es folgte das Studium für das Lehramt an berufsbildenden Schulen an der Technischen Hochschule in Aachen, das er mit der Ersten und Zweiten Staatsprüfung abschloss. Nach Tätigkeiten als wissenschaftlicher Assistent an Hochschulen in Aachen, Wien und Klagenfurt 1972 Promotion zum Dr. phil in Aachen mit einem medienpädagogischen Thema [1972]. Von 1973 bis 1980 war Wilhelm Hagemann im Forschungs- und Entwicklungszentrum des Landes Nordrhein-Westfalen für objektivierte Lehr- und Lernverfahren (FEoLL) in Paderborn tätig, zuletzt als Leiter des Instituts für Medienverbund / Mediendidaktik. In diese Arbeit flossen auch Überlegungen zur sozial-moralischen Erziehung durch und mit Medien ein [1982, 1985]. 1980 erfolgte die Berufung als Professor für Medien- und Berufspädagogik an die Universität Paderborn. Hier widmete sich Wilhelm Hagemann neben medienspezifischen Themen [1978, 1979, 1983, 1996] insbesondere in mehreren Modellversuchen der Förderung benachteiligter Jugendlicher in der Berufsausbildung. Wilhelm Hagemann hat zudem historische Arbeiten zu seinem Geburtsort Vörden und seinem Wohnort Bad Lippspringe verfasst [1995, 1997, 2008].

## Buchveröffentlichungen
- Bedingungen und Entscheidungen in der Unterrichtsprogrammierung. Beitrag zu einer didaktischen Entscheidungstheorie, Aachen 1972
- Einführung in die Differentialrechnung. Medienverbund für Fachoberschulen, Essen 1977 (mit G. Carleer u. G. Tulodziecki)
- Einführung in die Mediendidaktik, Köln 1978 (mit G. Tulodziecki)
- Unterrichtsplanung und Medienentwicklung, Köln 1979 (mit G. Tulodziecki)
- Medienpädagogik, Köln 1979 (mit. W. Neubauer, G. Tulodziecki, D. Zimmermann)
- Kognition und Moralität in politischen Lernprozessen. Theoretische Ansätze, Forschungsergebnisse, Anwendungsmodelle, Opladen 1982 (als Hrsg.)
- Medien in der betrieblichen Bildungsarbeit, Landau 1983
- Lehren und Lernen im Politikunterricht. Entwicklungs- und lerntheoretische Ansätze, Bad Heilbrunn u. Hamburg 1985 (als Hrsg. mit G. Tulodziecki)
- Neue Medien in den Schulen. Projekte-Konzepte-Kompetenzen, Gütersloh 1996 (mit G. Tulodziecki, B. Herzig, S. Leufen, C. Mütze)

- Vom Dorf zur Stadt: Lippspringe zwischen 780 und 1450. Festschrift zum 550. Jahrestag der Stadtrechtsverleihung, Bad Lippspringe 1995
- 100 Jahre Bankgeschichte in Bad Lippspringe, Bad Lippspringe 1997
- Lippspringe im 20. Jahrhundert, Bad Lippspringe 1999 (mit. F. Gottesbüren, W. Göbel)
- Vörden. Geschichte eine Ackerbürgerstadt im östlichen Westfalen, Paderborn 2008 (unter Mitarbeit weiterer Personen)